# 富士川かりがね橋
富士川かりがね橋（ふじかわかりがねばし）は、富士川に架かり、静岡県富士市の岩松地区と木島地区を結ぶ静岡県道396号富士由比線の道路橋梁。

## 概要
岩松地区の静岡県道176号鷹岡柚木線と木島地区の静岡県道・山梨県道10号富士川身延線を接続している。名称は公募で決まり、江戸時代に富士川東岸の氾濫を治めるために築堤された雁堤に因んでいる。富士川に架かる橋は富士川橋、新富士川橋の2橋で、富士川を渡る交通需要に対応できていなかったため、渋滞緩和を目的として作られた。また、緊急輸送道路の確保の目的もある。建設費用は130億円。

## 歴史
1988年（昭和63年）に交通渋滞の緩和を目的として、富士川橋の拡張工事が行われた。しかし、新橋を望む声が高まり、1992年（平成4年）から富士市が調査を開始。1999年（平成11年）基本ルート決定、2002年（平成14年）に都市計画決定された。その後2016年（平成28年）1月に着工し、2024年（令和6年）3月9日15時に開通した。

## 構造
富士川かりがね橋は、富士川が扇状地的に広がる、水の流れが複雑な所に位置する。治水への影響も加味し、橋台を2基、橋脚を6基設置。通常橋梁上部は7つの桁に分かれる箇所を1つにまとめることによって、騒音を抑え、耐震性も高めている。橋桁の架設には、経済性、構造性、施工性、危機管理、景観性、周辺環境への影響等を考慮し、鋼7径間連続鋼床版箱桁橋を採用した。下部工ニューマチックケーソン工法により施工し上部工については、河川内で箱桁を組み立て、ベントクレーン工法により、国内に20台程度しかない750t吊クローラクレーンを用いて工事した。

## 静岡県道396号富士由比線
静岡県道396号富士由比線
富士市青島（国道139号交点）- 富士川かりがね橋 - 静岡市清水区由比寺尾（国道1号交点）